# Ахмет Енгін
Ахмет Емін Енгін (нім. Ahmet Emin Engin, нар. 9 серпня 1996, Мерс, Німеччина) — німецький футболіст турецького походження. вінгер турецького клубу «Касимпаша».

## Ігрова кар'єра
Ахмет Енгін є вихованцем німецького клубу «Дуйсбург», у складі якого у серпні 2015 року дебютував у турнірі Лругої Бундесліги. Разом з клубом футболіст виступав у Другій та в Третій Бундеслізі чемпіонату Німеччини.
У травні 2021 року було анонсовано. що по закінченню сезону футболіст залишить «Дуйсбург». І влітку 2021 року він як вільний агент перейшов до клубу турецької Суперліги «Касимпаша».

## Приватне життя
Ахмет Енгін народився у Німеччині у родині турецьких переселенців.